# Lambastígshnjúkur
Lambastígshnjúkur är en bergstopp i republiken Island. Den ligger i regionen Austurland, 300 km öster om huvudstaden Reykjavík. Toppen på Lambastígshnjúkur är 686 meter över havet.
Trakten runt Lambastígshnjúkur är nära nog obefolkad, med mindre än två invånare per kvadratkilometer. Det finns inga samhällen i närheten. Trakten runt Lambastígshnjúkur består i huvudsak av gräsmarker.